# プネーの戦い
プネーの戦い（プネーのたたかい、英語：Battle of Pune）は、1802年10月25日にインドのプネーにおいて、マラーター王国の宰相バージー・ラーオ2世とシンディア家の連合軍と、ホールカル家のヤシュワント・ラーオ・ホールカルの間で行われた戦闘。

## 戦闘に至るまで
18世紀末、ホールカル家はシンディア家と領土やマラーター王国宰相位をめぐって争い、シンディア家がホールカル家の跡目争いにも介入するなど、両者の対立は高まっていた。また、ホールカル家の当主カンデー・ラーオ・ホールカルはその争いにより、宰相府のプネーに依然として捕らわれたままだった。
そして、1800年4月に宰相府の実力者ナーナー・ファドナヴィースが死ぬと、シンディア家とホールカル家は戦争に突入し、7月にはホールカル家がウッジャインの戦いでシンディア家を破った。
だが、同年4月に宰相府の領土を略奪していたヴィトージー・ラーオ・ホールカルが捕えられ、宰相バージー・ラーオ2世は象に踏みつぶさせて殺すという極めて残虐な方法で処刑した。これにより、バージー・ラーオ2世はその兄ヤシュワント・ラーオ・ホールカルの恨みを買うこととなった。
1802年5月、ヤシュワント・ラーオはプネーに向けて進撃した。彼はこれらの合意に応じた場合、戦闘行為にやめるという旨を宰相府に送った。
- カンデー・ラーオ・ホールカルがシンディア家によって解放されること
- カンデー・ラーオ・ホールカルをカーシー・ラーオ・ホールカルに代わる当主として認めること
- シンディア家がホールカル家の所有物を返還すること
- シンディア家がホールカル家の北インドの領土を返還すること

だが、宰相府はこれに応じなかったため、ヤシュワント・ラーオは進撃をつづけ、マーレーガーオン、アフマドナガル、プランダル、ナーシク、ナーラーヤンガーオン、ネールなどを次々に落とし、プネーに迫った。

## 戦闘
10月8日、ヤシュワント・ラーオ・ホールカルはプネーに対して攻撃をかけ、宰相とシンディア家の連合軍と戦闘に突入した。
そして、10月25日、ヒンドゥーの祭礼、ディーワーリーの祭りの日にヤシュワント・ラーオは宰相とシンディア家の連合軍を破り、プネーを占拠した。
このため、バージー・ラーオ2世はプネーを捨てなければならず、シンディア家の兵に守られながら、命からがら逃げ去った。

## 戦闘後の経過
一方、プネーを追われたバージー・ラーオ2世はイギリスの拠点であるボンベイに向かって逃げ、その胸に飛び込んだ。そして、12月31日にイギリスと軍事条約バセイン条約を結び、1803年5月3日にプネーに戻っていた。
だが、バージー・ラーオ2世が結んだバセイン条約にはマラーター王国の領土割譲なども約してあったため、マラーター諸侯の反感を買うこととなった。宰相府に味方していたシンディア家もマラーター同盟の問題にイギリスが関与してきたことに脅威を感じるようになった。
そのため、ヤシュワント・ラーオは団結してイギリスと戦うため、グワーリオールのダウラト・ラーオ・シンディアやナーグプルのラグージー・ボーンスレー2世に同盟の結成を要請し、6月4日にインドール、グワーリオール、ナーグプルの三国間に同盟が結成され、イギリスに対し共同で立ち向かうこととなった。
かくして、イギリスとマラーター同盟三国は第二次マラーター戦争へと突入することとなった。単なるマラーター同盟間の内紛からイギリスとの全面戦争に突入したことに、この戦いの意義がある。